# Гавриленко Алла Василівна
А́лла Васи́лівна Гавриле́нко (у шлюбі Орєхова; нар. 6 грудня 1934, Кременчук) — українська артистка балету і педагог.

## Біографія
Народилася 6 грудня 1934 року у місті Кременчуці. 1954 року закінчила Київське хореографічне училище (клас Галини Березової).
Впродовж 1955–1978 років — солістка Київського театру опери та балету; у 1979–1996 роках — педагог-хореограф Національного олімпійського центру України. Гастролювала за кордоном.

## Партії
- Мавка («Лісова пісня» Михайла Скорульського);
- Лілея («Лілея» Костянтина Данькевича);
- Марія Волконська («Княгиня Волконська» Юрія Знатокова);
- Фрігія («Спартак» Арама Хачатуряна);
- Жізель («Жізель» Адольфа Адана);
- Біла Дама («Раймонда» Олександра Глазунова);
- Одетта-Одилія («Лебедине озеро» Петра Чайковського);
- Джульєтта («Ромео і Джульєтта» Сергія Прокоф'єва);
- Палагна («Тіні забутих предків» Віталія Кирейка);
- Марія («Бахчисарайський фонтан» Бориса Асаф'єва);
- Хлоя («Дафніс і Хлоя» Моріса Равеля).

## Відзнаки
- Ґран-Прі 2-го Міжнародного фестивалю танцю в Парижі (1964);
- Народна артистка УРСР з 1974 року;
- Державна стипендіатка з 2011 року[1]